# Джеррі-Сіті (Огайо)
Джеррі-Сіті (англ. Jerry City) — селище (англ. village) в США, в окрузі Вуд штату Огайо. Населення — 454 особи (2020).

## Географія
Джеррі-Сіті розташоване за координатами 41°15′13″ пн. ш. 83°36′8″ зх. д. / 41.25361° пн. ш. 83.60222° зх. д. (41.253686, -83.602309).  За даними Бюро перепису населення США в 2010 році селище мало площу 2,61 км², уся площа — суходіл.

## Демографія
Згідно з переписом 2010 року, у селищі мешкало 427 осіб у 162 домогосподарствах у складі 113 родин. Густота населення становила 164 особи/км².  Було 173 помешкання (66/км²).
Расовий склад населення:
| - 99,3 % — білих - 0,5 % — корінних американців |

До двох чи більше рас належало 0,0 %. Частка іспаномовних становила 5,2 % від усіх жителів.
За віковим діапазоном населення розподілялося таким чином: 26,5 % — особи молодші 18 років, 62,3 % — особи у віці 18—64 років, 11,2 % — особи у віці 65 років та старші. Медіана віку мешканця становила 37,9 року. На 100 осіб жіночої статі у селищі припадало 100,5 чоловіків;  на 100 жінок у віці від 18 років та старших — 106,6 чоловіків також старших 18 років.
Середній дохід на одне домашнє господарство  становив 53 367 доларів США (медіана — 46 953), а середній дохід на одну сім'ю — 59 505 доларів (медіана — 55 625). Медіана доходів становила 40 500 доларів для чоловіків та 28 409 доларів для жінок. За межею бідності перебувало 20,1 % осіб, у тому числі 30,0 % дітей у віці до 18 років та 7,3 % осіб у віці 65 років та старших.
Цивільне працевлаштоване населення становило 263 особи. Основні галузі зайнятості: освіта, охорона здоров'я та соціальна допомога — 23,6 %, виробництво — 18,6 %, роздрібна торгівля — 13,3 %.